# هان بونغ زن
هان بونغ زن مواليد 2 سبتمبر 1945 في بيونغيانغ، هو لاعب ومدرب كرة قدم كوري شمالي كان يلعب في مركز الوسط. مثّل منتخب كوريا الشمالية لكرة القدم. سبق له أن لعب في كأس العالم لكرة القدم مع منتخب بلاده في مونديال عام 1966م.

## المسيرة الاحترافية

### أندية لعب لها
- نادي 25 أبريل

## روابط خارجية
- هان بونغ زن على موقع الاتحاد الدولي (مؤرشف)  (الإنجليزية)
- هان بونغ زن على موقع قاعدة بيانات كرة القدم.إي يو (الإنجليزية)
- هان بونغ زن على موقع ناشيونال فوتبول تيمز (الإنجليزية)